# 坟冢

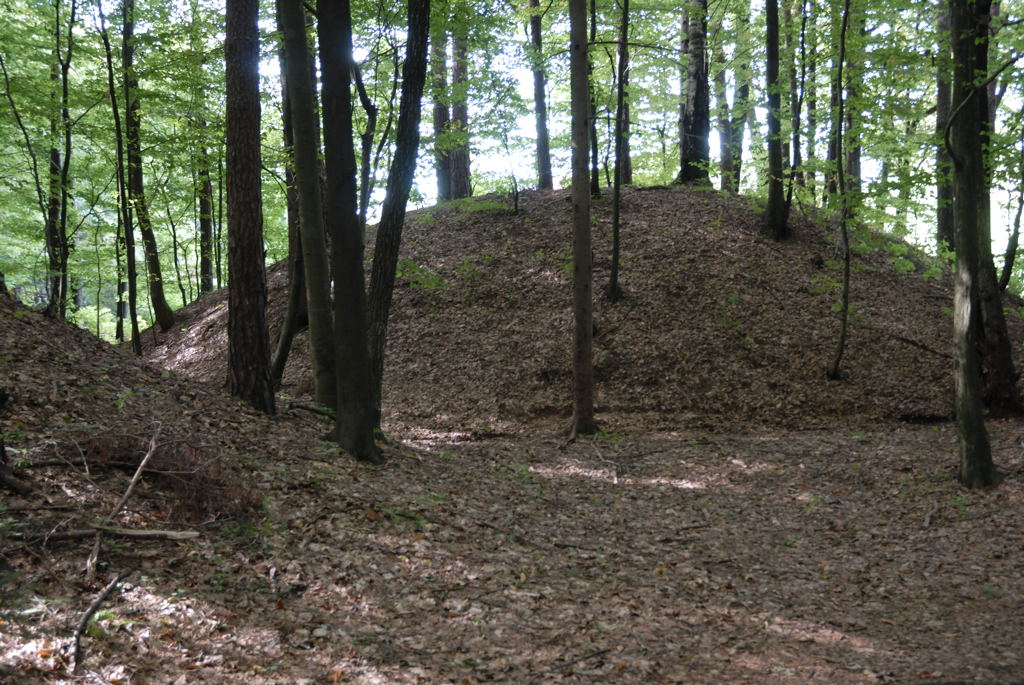
哈尔施塔特文化时代的坟冢

坟冢或封土是在坟墓之上用土、石堆砌而成的丘陵一样的结构，其中体积较小的有时会称为坟包。坟冢在全世界都有分布。
坟冢通常按照它们外表的形状来区分。因此有长坟，即形状偏长的坟冢，以及圆坟，即圆形的坟冢，都经常会在土葬中出现。但这两者之下的坟墓结构形态各异，因此长坟和圆坟都只是就外表形状进行一定的区分。